# أبو كهف
أبو كهف بلدة سوريّة ومركز ناحية أبو كهف،  تتبع إداريّاً لمحافظة حلب منطقة منبج ناحية أبو كهف، بلغ تعداد سكانها 597 نسمة حسب التعداد السكاني لعام 2004.